# جون سميت
جون سميت (بالإنجليزية: John Smit)‏ (و. 1978  م) هو لاعب اتحاد الرغبي، من جنوب أفريقيا، ولد في بولوكوان، يلعب كصائد في الفريق.

## التعليم
تعلم في University of Natal ‏.

## روابط خارجية
- جون سميت على موقع دوري الرغبي الممتاز (الإنجليزية)
- جون سميت عل موقع إسبنسكروم (الإنجليزية)
- جون سميت على موقع ItsRugby.co.uk (الإنجليزية)